# Kiraste
Kiraste – wieś w Estonii, w prowincji Parnawa, w gminie Tõstamaa.